# Rivellia harai
Rivellia harai är en tvåvingeart som beskrevs av Bong-Kyu Byun och Suh 1998. Rivellia harai ingår i släktet Rivellia och familjen bredmunsflugor. Inga underarter finns listade i Catalogue of Life.